# Yozma

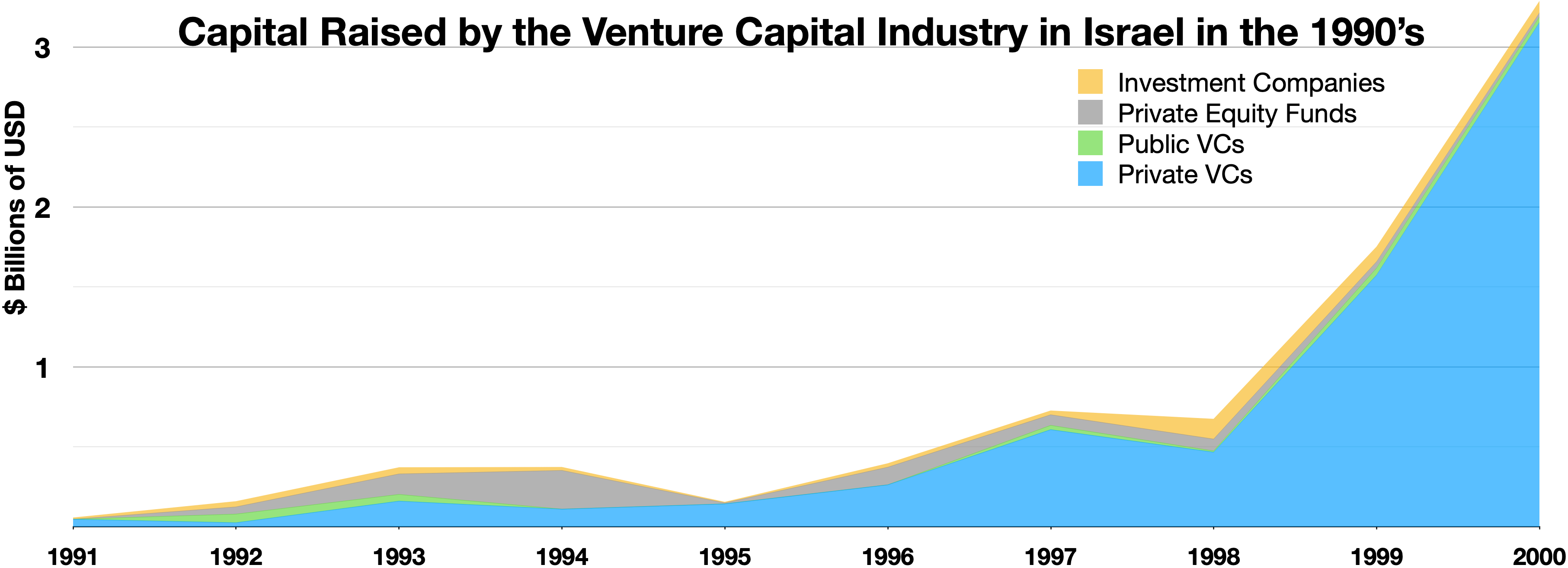
Capital recaudado por año en la industria de capital de riesgo en Israel durante la década de 1990, aproximadamente $8 mil millones en total.

Yozma es una serie de programas de inversión de capital riesgo en Israel basado en financiación por contrapartida o también conocido match-funding. Inicialmente comenzó como un programa financiado por el gobierno en 1993 para ayudar a poner en marcha el capital riesgo, la inversión ángel e inversiones de capital privado en la economía de Israel. La palabra Yozma significa “iniciativa” en hebreo.
El Fondo Yozma recibió 20 millones de dólares de subvenciones públicas, mientras que los otros 80 millones que aportó el gobierno se destinaron a igualar al 40% las aportaciones de otras empresas nacionales y extranjeras para crear sus propios fondos de capital riesgo en Israel. Las empresas de capital riesgo podían recomprar la participación gubernamental en un plazo de 5 años, y la mayoría lo hizo. El Fondo Yozma se privatizó en 1997 y se convirtió en el Grupo Yozma.

## Historia

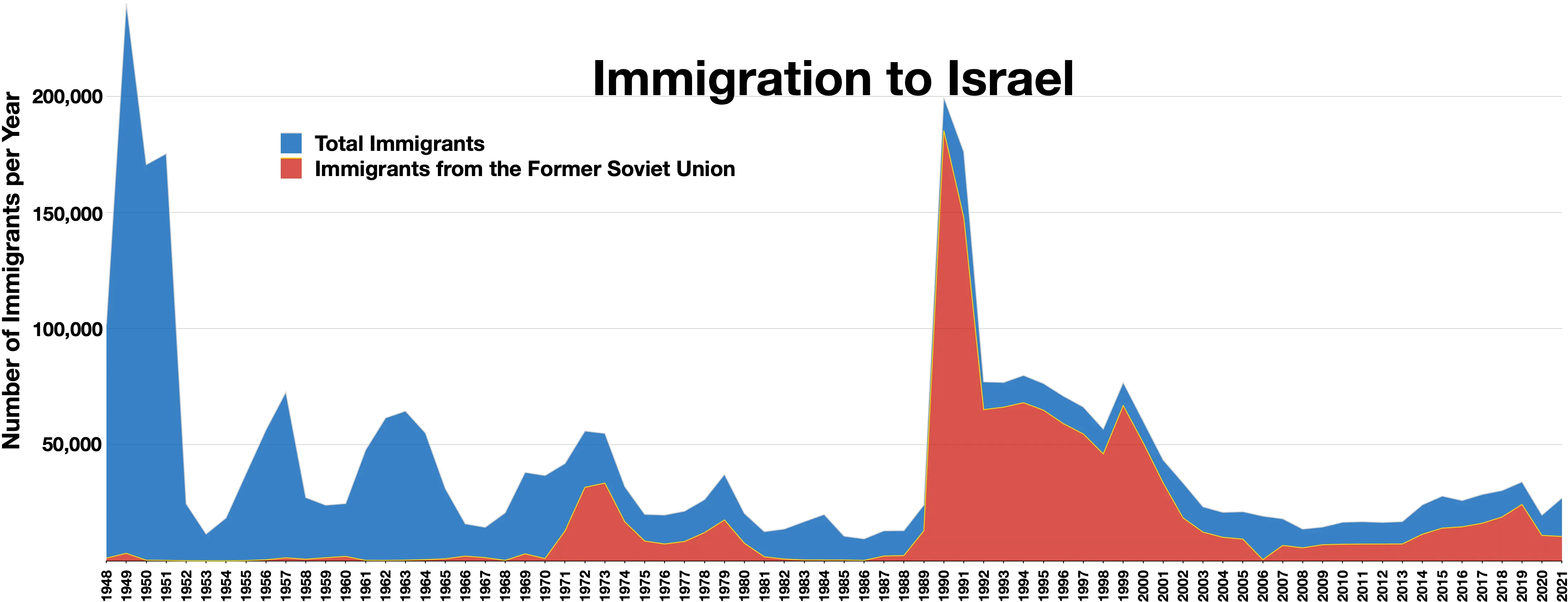
Total de inmigrantes
Inmigrantes de la URSS y los ex estados soviéticos

El gobierno buscaba desesperadamente crear empleos para más de 800.000 inmigrantes que habían llegado al país después de la caída del muro de Berlín. Muchos inmigrantes llegaron a Israel durante la caída de la Unión Soviética en la aliá postsoviética de los años 1990 y aproximadamente ⅓ de ellos eran ingenieros y científicos cualificados. 
En 1991 se creó Inbal, una compañía de seguros propiedad del gobierno que suscribió y garantizó hasta el 70% de las pérdidas para empresas de capital de riesgo entre 1992 y 1998. El Gobierno israelí ayudó a crear y financiar incubadoras de empresas y un grupo de investigación y desarrollo durante la década de 1990. 
El gobierno israelí notó que las empresas que habían desarrollado soluciones innovadoras tenían enormes dificultades traduciendo un gran producto en una gran empresa. Salieron a investigar cómo funcionaban otros ecosistemas de capital emprendedor y percibieron que los fondos de capital emprendedor aportaban más que capital: también traían a la mesa valor con sus redes de contactos internacionales y su conocimiento de cómo escalar empresas globalmente. También se llegó a la conclusión de que Israel debería jugar con las reglas de juego internacionales para tener éxito y que el Estado debería limitarse a crear los incentivos correctos sin involucrarse en la elección, la supervisión y la gestión de los startups.
Por eso concibió un programa basado en “matching funds” para atraer a los jugadores internacionales y locales que con el tiempo conformarían la columna vertebral del ecosistema inversor.
Para reducir el riesgo de los socios privados y al mismo tiempo no perjudicar a los contribuyentes, se le dio a los accionistas privados la opción de comprar la participación del gobierno después de un par de años pagando el capital más una tasa de interés. De esta forma, si el fondo fracasara, todos perderían de forma proporcional y si el fondo tuviera éxito los accionas privados podrían aumentar sus ganancias mientras que el gobierno recuperaría su aporte, ganaría intereses y crearía una industria con un gigantesco potencial de generación de empleos e impuestos.
El match founding consiste en que el gobierno solo otorga el crédito, si el emprendedor consigue fondos privados equivalentes.
Para que el programa tuviera éxito se identificaron tres factores claves:
1. Determinaron que en aquel momento el tamaño mínimo para que un fondo de capital de riesgo tuviera éxito tenía que tener un tamaño de unos $20 millones.
2. Tenían que atraer a gestores de capital de riesgo o industriales con experiencia en el desarrollo de start ups ya que en Israel no había suficiente gente con track record y conocimientos.
3. Tenían que crear un entorno competitivo. Mejor contar con varios fondos que compitieran entre sí que con un solo macro fondo de capital de riesgo patrocinado por el Estado.[9]

## Fondos de Yozma
| Name                       | Est. | Capital | Foreign LP                  | LP Country               | Portfolio | Exits | Exit Rate |
| -------------------------- | ---- | ------- | --------------------------- | ------------------------ | --------- | ----- | --------- |
| Eurofund                   | 1994 | $20M    | Daimler-Benz, DEG           | Alemania                 | 14        | 7     | 50%       |
| Gemini                     | 1993 | $36M    | Advent Venture Partners     | Estados Unidos           | 25        | 13    | 52%       |
| Inventech                  | 1993 | $20M    | Van Leer Group              | Países Bajos             | 33        | 16    | 48%       |
| Jerusalem Venture Partners | 1993 | $20M    | Oxton                       | Estados Unidos           | 12        | 10    | 83%       |
| Medica                     | 1995 | $15M    | MVP                         | Estados Unidos           | 10        | 5     | 50%       |
| Nitzanim                   | 1994 | $20M    | AVX, Kyocera                | Japón                    | 13        | 7     | 54%       |
| Polaris (Pitango)          | 1993 | $20M    | CMS                         | Estados Unidos           | 19        | 13    | 68%       |
| Star                       | 1993 | $20M    | TVM, Siemens                | Alemania                 | 27        | 15    | 56%       |
| Vertex Holdings            | 1996 | $39M    | Vertex Int., Singapore tech | Estados Unidos, Singapur | 29        | 16    | 55%       |
| Walden                     | 1993 | $33M    | Walden International        | Estados Unidos           | 21        | 10    | 48%       |
| Yozma                      | 1993 | $20M    | None                        | Israel                   | 16        | 10    | 63%       |
| Total                      |      | $263M   |                             |                          | 217       | 122   | 56%       |

## Yozma 2.0
En 2024, la Autoridad de Innovación de Israel lanzó Yozma 2.0 con fondos gubernamentales de 155 millones de dólares, buscando recaudar 700 millones de dólares de inversores de capital de riesgo institucionales privados, con una contribución equivalente del 30 %.  